# Verhandelingen uitgegeeven door de hollandse maatschappy der weetenschappen, te Haarlem
Verhandelingen uitgegeeven door de hollandse maatschappy der weetenschappen, te Haarlem (abreviado Verh. Holl. Maatsch Weetensch. Haarlem) fue una revista con ilustraciones y descripciones botánicas que fue editada en Leiden. Se publicaron 30 números en los años 1754 a 1793.